# Allunionsfilmfestival
Das Allunionsfilmfestival (auch kurz Allunionsfestival; russisch Всесоюзный кинофестиваль) war eines der wichtigsten nationalen Filmfestivals in der Sowjetunion, das zwischen 1958 und 1988 an wechselnden Orten meist in den Hauptstädten der Sowjetrepubliken ausgetragen wurde. Zeit und Ort des Festivals wurden von Goskino und der Union der Filmschaffenden der UdSSR bestimmt. Nach Festivals in den Jahren 1958, 1959 und 1960 wurde das Filmfestival erst ab 1964 regelmäßig im Zweijahresrhythmus, ab 1972 im Jahresrhythmus abgehalten.
Preise wurden für Regisseure, Drehbuchautoren, Schauspieler, Kameraleute und Tontechniker in den Kategorien:
- Spielfilm
- Dokumentarfilme, wissenschaftliche und populärwissenschaftliche Filme, Wochenschauen
- Kinder- und Jugendfilm (seit 1977)
- Animationsfilm (seit 1977)

vergeben.

## Ausrichtungsorte
- 1958 – Moskau
- 1959 – Kiew
- 1960 – Minsk

regulär
- 1964 – Leningrad
- 1966 – Kiew
- 1968 – Leningrad
- 1970 – Minsk
- 1972 – Tbilissi
- 1973 – Alma-Ata
- 1974 – Baku
- 1975 – Kischinjow
- 1976 – Frunse
- 1977 – Riga
- 1978 – Jerewan
- 1979 – Aschchabad
- 1980 – Duschanbe
- 1981 – Vilnius
- 1982 – Tallinn
- 1983 – Leningrad
- 1984 – Kiew
- 1985 – Minsk
- 1986 – Alma-Ata
- 1987 – Tbilissi
- 1988 – Baku